# Scaphocalanus medius
Scaphocalanus medius är en kräftdjursart som först beskrevs av Georg Ossian Sars 1907.  Scaphocalanus medius ingår i släktet Scaphocalanus och familjen Scolecitrichidae. Inga underarter finns listade i Catalogue of Life.